# Балта (остров)
Балта (на старонорвежки: Baltey) е ненаселен остров, част от архипелага на Шетландските острови в Шотландия.

## Географско положение
Балта се намира недалеч от Шетландските острови, на изток от бреговете на островите Ънст и Балта саунд. Площта на острова е 80 хектара. На източната страна на острова има естествена природна каменна арка. На острова се намират и най-северно разположените рибна ферма и рибарник във Великобритания.

## История
Историческите останки на острова включват останките на вид крепостно съоръжение и нордически параклис, посветен на Свети Сунива.
Морският фар на остров Балта, разположен на южния бряг на острова, бил едно от първите бетонни съоръжения на Шетландските острови. Фарът бил проектиран от Дейвид Стивънсън и построен през 1895 г. Разрушен е през 2003 г. и е заменен от малък соларно захранван фар.